# T-Mobile美国
T-Mobile美国（英語：T-Mobile US, Inc.，一般简称为T-Mobile）是一家美国无线网路运营商，总部位于华盛顿州贝尔维尤。其最大股东为占48.8%的德国电信。T-Mobile是美国第三大移动通信运营商，截至2021年第一季度拥有约1.034亿客户。
2020年4月1日，T-Mobile与Sprint完成合并。8月2日，Sprint品牌结束运作。

## 历史

### 与Sprint合并
2017年2月17日，據路透社等多家媒体報導，Softbank表示正在考慮將Sprint公司的多數股份出售給德國電信（Deutsche Telekom），以促使有效地與T-Mobile US合併。2017年11月4日，在經過幾個月的磋商以後，Sprint放棄與T-Mobile的合併計劃。 2018年4月10日，T-Mobile和Sprint重啟合併案。
2018年4月30日，T-Mobile US再次公布預計以0.10256股T-Mobile股票兌換一股Sprint股票，每股價值6.62美元，斥資265億美元併購同業Sprint，合併後的新公司將沿用T-Mobile名称，德國電信將持有新公司42%股權，擁有Sprint的Softbank將持有27%股權。2019年7月26日，美国司法部批准T-Mobile和Sprint合并及向有意进入移动通信领域的卫星电视运营商Dish Network出售Sprint旗下预付费品牌和800 MHz频谱的交易。2019年11月5日，聯邦通信委員會正式批准合并。2020年4月1日，合并正式完成，Sprint旗下所有分店将全部换成T-Mobile。